# Willem Frederik van Reede

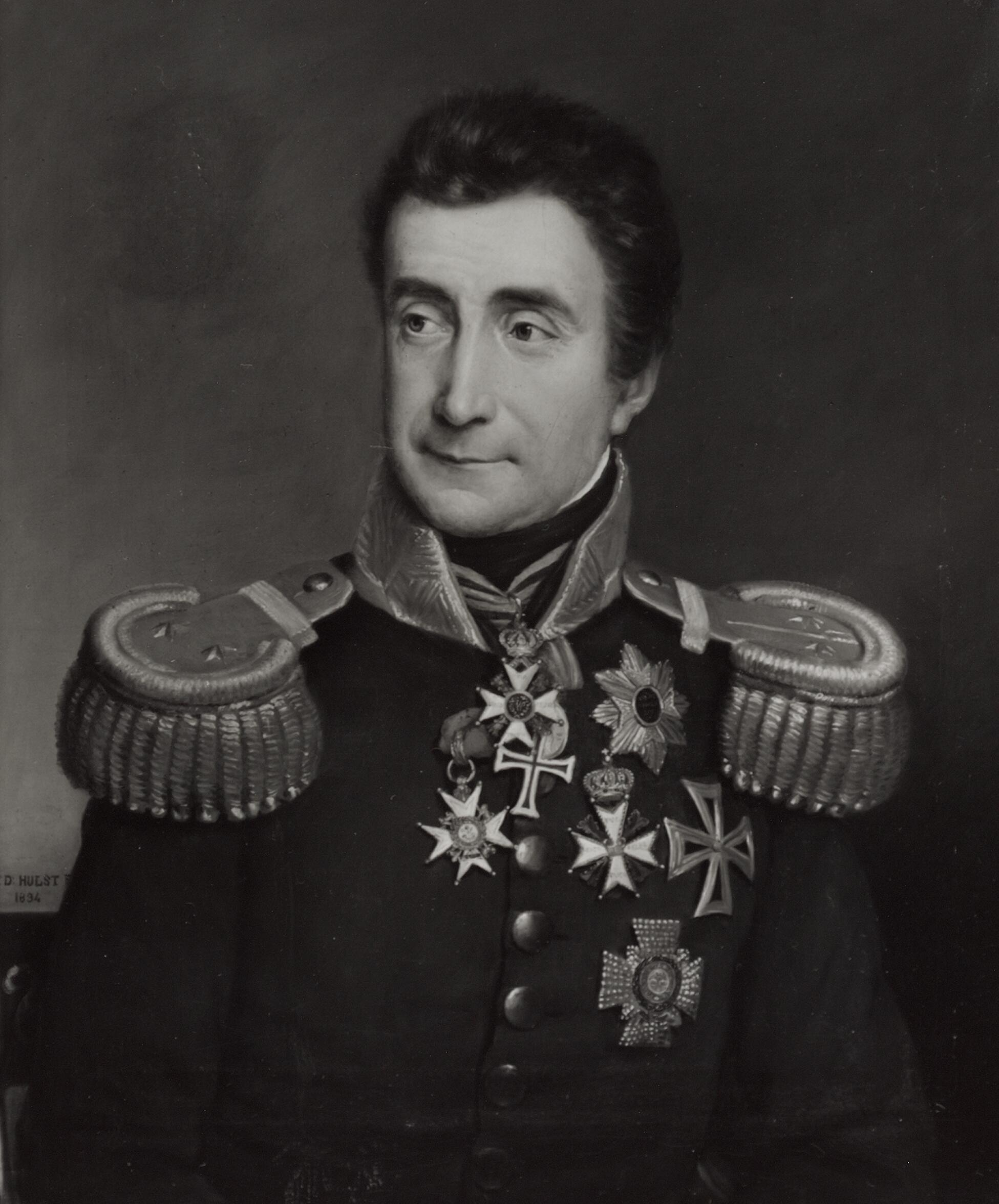
Willem Frederik van Reede

Willem Frederik graaf van Reede (* 19. Januar 1770 in Den Haag; † 13. August 1838 ebenda) war ein niederländischer Seeoffizier, Offizier und Politiker, der als Generalmajor 1815 an der Schlacht bei Waterloo teilnahm und als Orangist sowie Königstreuer nach Gründung des Königreichs der Vereinigten Niederlande am 17. März 1822 als  graaf in den erblichen Adelsstand erhoben wurde. Er fungierte zwischen 1824 und 1825 als Außenminister und bekam im Anschluss 1825 den Titel Staatsminister (Minister van Staat) verliehen. Ferner war er von 1825 bis zu seinem Tode 1838 Mitglied der Ersten Kammer der Generalstaaten sowie zuletzt zwischen 1834 und seinem Tode 1838 auch Präsident der Ersten Kammer.

## Leben

### Familiäre Herkunft, See- und Heeresoffizier
Willem Frederik van Reede war der Sohn stammte aus der Adelsfamilie Van Reede und war der Sohn des Offiziers und Diplomaten Arend Willem van Reede van Amerongen (1747–1815), der zwischen 1782 und 1795 Gesandter in Preußen war, und dessen erster Ehefrau Heilwich Adriana Amarantha van Lynden (1740–1773). Bei seiner Taufe am 21. Januar 1770 waren Wilhelm V. von Oranien und dessen Ehefrau Wilhelmine von Preußen seine Taufpaten. Sein Onkel Fredrik Christiaan Reinhart van Reede, 5. Earl of Athlone, war Mitglied des britischen House of Lords.
Er trat als Zehnjähriger in die Marine ein und wurde als Seekadett (Adelborst) auf dem Schiff des damaligen Kapitäns zur See und späteren Vizeadmirals Jan Hendrik van Kinsbergen versetzt, mit dem er an der Schlacht auf der Doggerbank (5. August 1781) teilnahm. Nach mehreren darauf folgenden Seereisen schied er 1787 als Leutnant zur See (Luitenant-ter-zee tweede klasse) aus der Marine aus und trat zwei Jahre später in die Landarmee (Landleger) ein, wo er am 20. November 1789 als Rittmeister (Ritmeester) im Gardekorps wurde. 1793 wurde er auf Antrag ehrenhaft entlassen und lebte seither zunächst in Den Haag sowie dann in Woerden. Nach seiner Heirat mit seiner gleichaltrigen Nichte Christina Henriette Maria Isabella van Reede Ginckel (1770–1800), Tochter des Earls of Athlone, 1798 lebte er in der Grafschaft Oldenburg. Nach deren frühen Tod 1800 sowie dem fast gleichzeitigen Tod seiner in Varel Schwester Ottoline Friederike Luise von Reede, Frau zu Nederhemert (1773–1799), die mit Wilhelm Gustav Friedrich Bentinck verheiratet war, übernahm er die Erziehung des Sohnes und der beiden Töchter seiner Schwester.
Van Reede war ein Anhänger der Orangisten und erhielt zu der Zeit zusammen mit dem italienischen Bildhauer Antonio Canova den Auftrag, ein Grabmal für den früh verstorbenen Prinzen Wilhelm Georg Friedrich von Oranien-Nassau (1774–1799), Sohn des früheren Erbstatthalters der Niederlande Wilhelm V. von Oranien, zu entwerfen.

### Königreich der Vereinigten Niederlande und Königreich der Niederlande

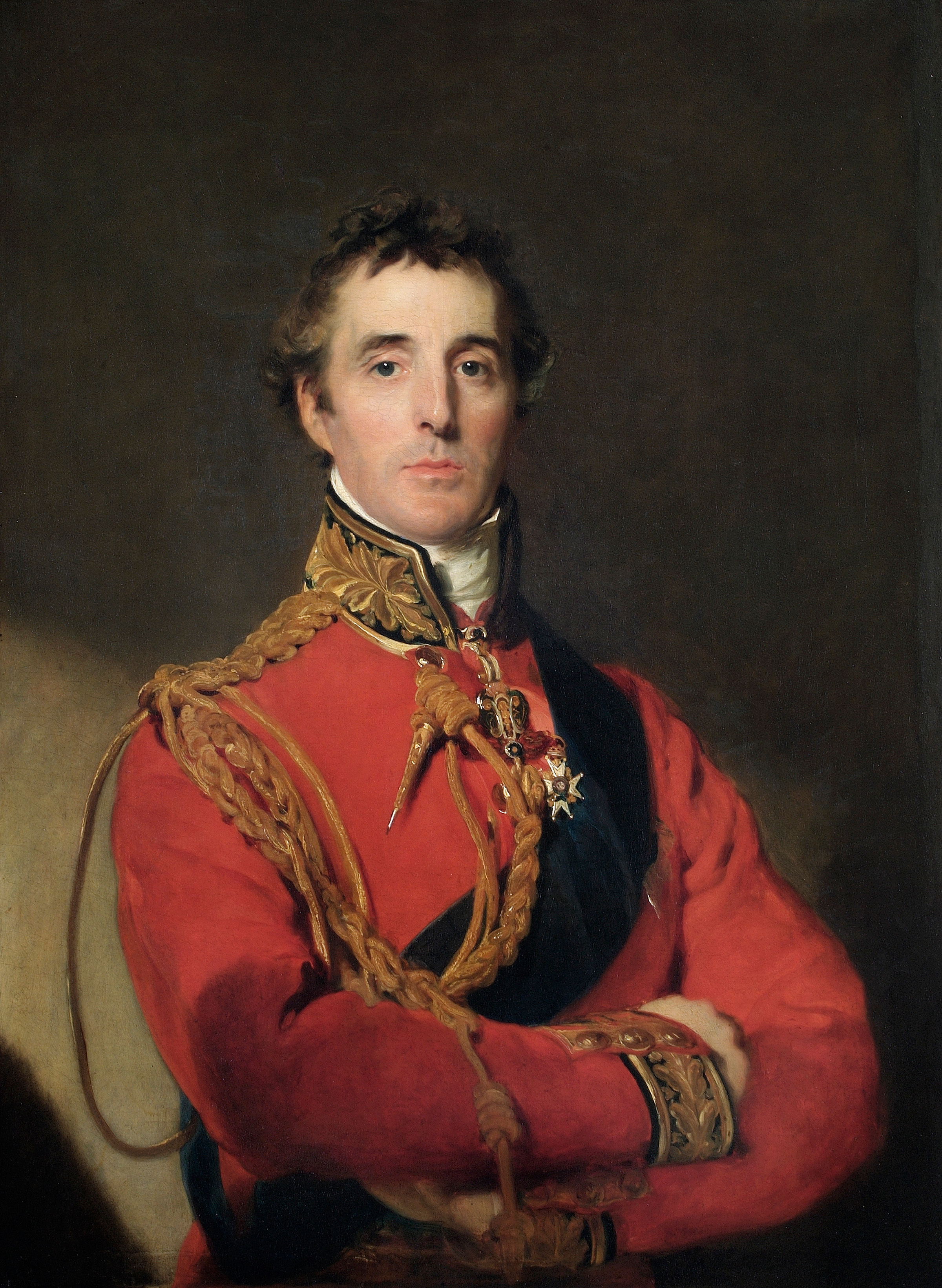
Während der Schlacht bei Waterloo am 18. Juni 1815 war van Reede Generalmajor und Kommissar in der Armee von Arthur Wellesley, 1. Duke of Wellington.

1813 wurde Willem Frederik van Reede damit beauftragt, den deutschen Königshöfen die Übernahme der Regentschaft durch den Souveränen Fürst der Niederlande Wilhelm I. zu melden. Er kam diesem Auftrag nach und wurde im Mai 1814 nach seiner Rückkehr ins Vaterland zum Kommissar der Armee der verbündeten Mächte in Paris ernannt, wo er die Freilassung seines Schwagers Wilhelm Gustav Friedrich Bentinck aus der Gefangenschaft erlebte. Für seine Verdienste wurde er am 28. August 1814 Jonkheer der Ritterschaft von Gelderland (Ridderschap van Gelderland) und später von Wilhelm I. zum Gouverneur und Hauslehrer von dessen Sohn Prinz Friedrich von Oranien-Nassau ernannt wurde, der die Universität Leiden besuchte. Aufgrund der unerwarteten Rückkehr von Napoleon Bonaparte musste er diesen Posten jedoch bald aufgeben und wurde im Sommerfeldzug von 1815 zum Generalmajor (Generaal-majoor) und Kommissar in der Armee von Arthur Wellesley, 1. Duke of Wellington ernannt und nahm am 18. Juni 1815 an der Schlacht bei Waterloo teil.
Van Reede wurde am 17. März 1822 als Graf (graaf) in den erblichen Adelsstand erhoben und am 12. Mai 1824 zum Mitglied des Hofausschusses (hofcommissie) von König Wilhelm I., der ihn am 16. Mai 1824 als Nachfolger von Johann Gotthard Reinhold auch zum Außenminister (Minister van Buitenlandse Zaken) ernannte. Dieses Amt bekleidete er bis zum 24. Juni 1825 und wurde daraufhin von Patrice de Coninck abgelöst. In dieser Funktion war er Vertreter des Königs bei der Hochzeit von dessen Sohn Prinz Friedrich von Oranien-Nassau mit Prinzessin Luise von Preußen am 21. Mai 1825 in Berlin. Bei dieser Gelegenheit wurde ihm das Großkreuz des Ordens vom Niederländischen Löwen verliehen.
Nach seinem Ausscheiden aus der Regierung wurde ihm 1825 der Titel Staatsminister (Minister van Staat) verliehen. Ferner wurde er am 18. Oktober 1825 Mitglied der Ersten Kammer der Generalstaaten (Eerste Kamer der Staten-Generaal), des Oberhauses des Parlaments (Generalstaaten), und gehörte diesem bis zu seinem Tode am 13. August 1838 an. Nach dem Tode von Carel Vincent van Boetzelaer van Dubbeldam wurde er 1829 dessen Nachfolger als Oberkammerherr (Opperkamerheer) des Königs. Aufgrund der Erkrankung von Willem Frederik Röell war er zwischen dem 28. Oktober 1834 bis 10. Januar 1835 zunächst kommissarischer Präsident der Ersten Kammer. Nachdem Röell am 3. Januar 1835 übernahm er am 10. Januar 1835 das Amt des Präsidenten der Ersten Kammer (voorzitter Eerste Kamer der Staten-Generaal) und hatte dieses bis zu seinem Tode am 13. August 1838 inne, woraufhin Arnoldus van Gennep seine Nachfolge antrat.